# Jiřina
Jiřina je ženské křestní jméno řeckého původu – ženská varianta jména Jiří. Podle českého kalendáře má svátek 15. února. Slovenské podoby jména jsou Jorga a Georgína.

## Statistické údaje
Následující tabulka uvádí četnost jména v ČR a pořadí mezi ženskými jmény ve srovnání dvou roků, pro které jsou dostupné údaje MV ČR – lze z ní tedy vysledovat trend v užívání tohoto jména:
| Rok       | Četnost     | Pořadí   |
| 1999      | 79 143      | 18.      |
| 2002      | 76 979      | 19.      |
| Porovnání | o 2164 méně | o 1 hůře |

Změna procentního zastoupení tohoto jména mezi žijícími ženami v ČR (tj. procentní změna se započítáním celkového úbytku žen v ČR za sledované tři roky) je −2,0 %.

## Známé nositelky jména
- Jiřina Bohdalová – česká herečka
- Jiřina Hauková – česká básnířka
- Jiřina Lockerová – česká výtvarnice
- Jiřina Jirásková – česká herečka
- Jiřina Popelová – česká filosofka a komenioložka
- Jiřina Salačová – česká zpěvačka
- Jiřina Svobodová – česká atletka
- Jiřina Švorcová – česká herečka
- Jiřina Šejbalová – česká herečka
- Jiřina Štěpničková – česká herečka
- Jiřina Třebická – česká herečka

### Jorga, Jorja
- Jorga Fialová – česká dermatoložka
- Jorga Hrušková – česká moderátorka
- Jorga Kotrbová – česká herečka
- Jorja Fox – americká herečka

### Georgina
- Georgina Bardach, argentinská plavkyně
- Georgina Beyer, světově první otevřená transsexuálka
- Georgina Bouzova, britská herečka
- Georgina Chang, singapurská moderátorka
- Georgina Chapman, britská návrhářka
- Georgina Downs, zakladatelka UK Pesticied Campaign
- Georgina Evers-Swindell, novozélandská veslařka
- Georgina Harland, britská pětibojařka
- Georgina Hogarth, švagrová, hospodyně a poradce Charlese Dickense
- Georgina Kirrin, fiktivní postava ze seriálu Správná pětka
- Georgina Lazáro, portorická spisovatelka pro děti
- Georgina Mace, profesorka konzervativní vědy na Imperial College v Londýně
- Georgina Papavasiliou, skotská krasobruslařka
- Georgina Póta, maďarská stolní tenistka
- Georgina Sherrington, britská herečka
- Gerogina Stirling, kanadská operní zpěvačka
- Georgina Sweet, australská zooložka
- Georgina Wheatcroft, kanadská hráčka curlingu
- Georgina Theodora Wood, první žena, která sloužila jako předseda Nejvyššího soudu v Ghaně
- Georgina Verbaan, holandská herečka
- Georgina de Albuquerque, brazilská malířka
- Georgina Fitzalan-Howard, hraběnka z Norfolku

### Georgia
- Georgie, stát USA
- Georgia Apostolou, řecká herečka
- Georgia Bonora, australská gymnastka
- Georgia Byng, britská autorka
- Georgia Ellinaki, řecká hráčka vodního póla
- Georgia Frontiere, americká obdchodnice
- Georgia Harkness, americká teoložka
- Georgia Kokloni, řecká sprinterka
- Georgia Lee Lusk, americký politik
- Georgia O'Keeffe, americký umělec
- Georgia Papageorge, jihoafrický umělec
- Georgia Davis Powers, americký politik
- Georgia Schweitzer, americká basketbalistka
- Georgia Spiropoulos, řecká skladatelka
- Georgia Tann, americká adopční podnikatelka z černého trhu